# Ardisia petocalyx
Ardisia petocalyx är en viveväxtart som beskrevs av Rudolph Herman Scheffer. Ardisia petocalyx ingår i släktet Ardisia och familjen viveväxter. Inga underarter finns listade i Catalogue of Life.